# Tuber melanosporum
La trufa negra (nombre científico Tuber melanosporum), conocida también como trufa de Périgord, es muy apreciada en la gastronomía por su aroma y es de gran valor económico. Se trata de un hongo que se encuentra bajo el suelo (hipogeo) y que posee un aspecto exterior oscuro tirando a negro, de superficie verrugosa. Hoy en día este hongo puede cultivarse en las denominadas truferas.

## Descripción

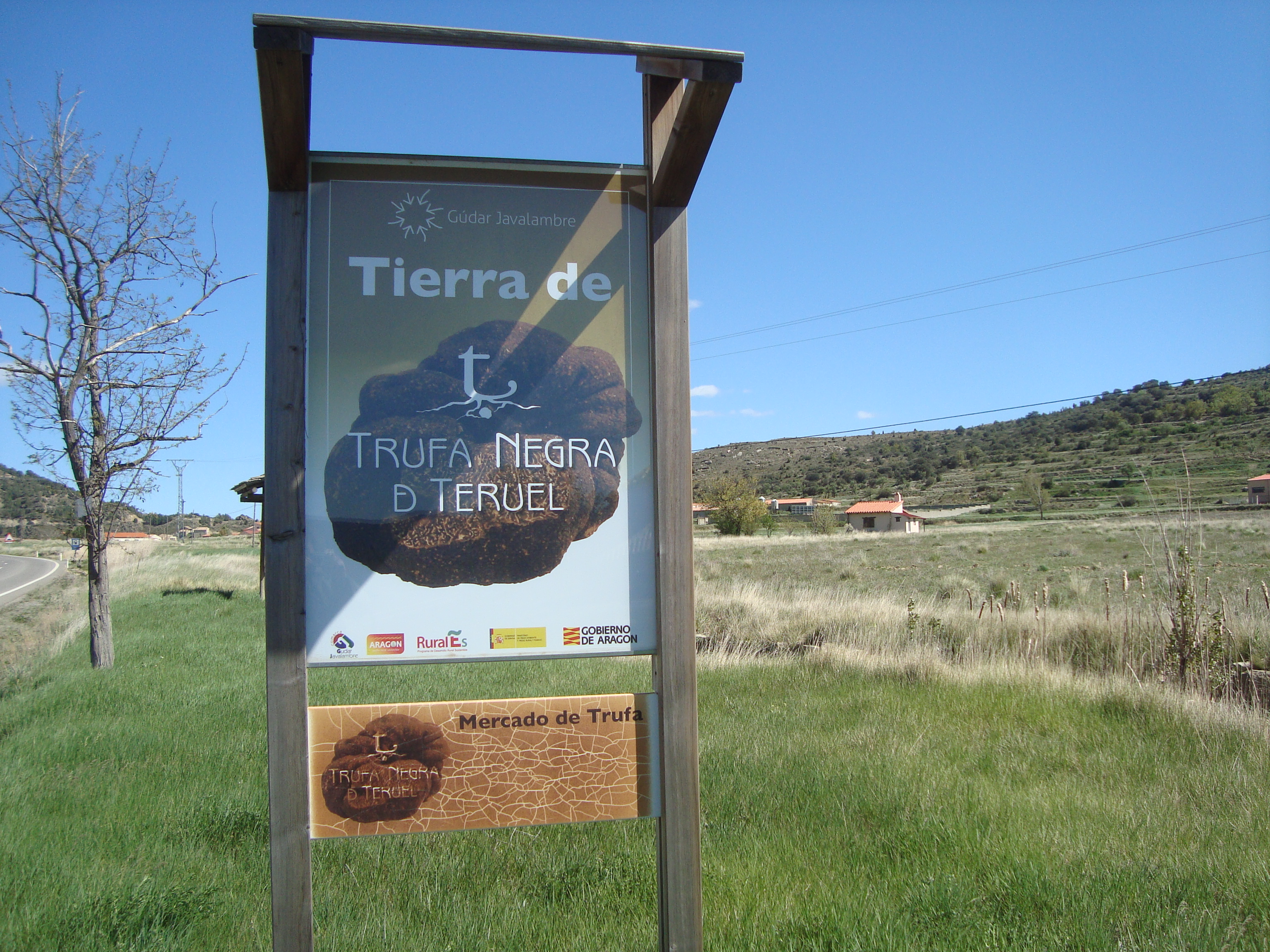
Trufa Negra de Teruel

Trufa negra (Tuber nigrum Bull. (= Tuber melanosporum Vittad.).
Etimología.- Tuber {l} ~ protuberancia; nigrum {l} ~ negro, por sus esporas pardo-negruzcas.
Descripción.- Trufa globosa a subglobosa, de 3-12 cm de diám., firme y compacta. Peridio negro, mate, recubierto de verrugas piramidales y poligonales de 3-5 mm. Gleba compacta, al principio gris-violácea y en la madurez pardo-negruzca recorrida por venaciones estériles blanquecinas, de tonalidades rosadas al contacto con el aire. Olor perfumado muy característico, a marisco, sabor delicioso.
Microscopía.- Peridio pseudoparenquimático, de 200-300 µm de opresor sexual, opaco, compuesto de células angulares e irregulares, de 7-19 µm de diám., más grandes y de paredes más gruesas (0,5-1,5 µm) y pigmentadas hacia la superficie. Hifas glebales de 4-7 µm de diám., septadas, a veces ramificadas, con elementos inflados dispersos de tamaño muy variable. Ascos globosos, de 60-70 µm de diám., conteniendo en su interior 1-4 esporas. Ascosporas elipsoidales, de 29-45 x 17-24 µm, hialinas cuando jóvenes, adquiriendo un color pardo-oscuro y opaco al madurar, recubiertas de numerosas espinas rígidas de 4-6 µm de longitud.
Distribución.- Tuber nigrum Bull. se diferencia de T. brumale Vittad. por el color más oscuro de su gleba, venación más rosada al contacto con el aire y esporas más alargadas, translúcidas cuando jóvenes y pardo-oscuras-opacas cuando maduran, mientras que en T. brumale permanecen translúcidas.
Su hábitat natural son los bosques del sur de Francia, Italia y España. De hecho, esta última es considerada como la principal productora a nivel mundial, con provincias tan destacadas como la de Teruel, siendo Sarrión, un pueblo de la comerca Gúdar-Javalambre, el mayor productor de este preciado hongo. En este se lleva a cabo la feria internacional de la trufa (FITRUF). También otras zonas como Soria, Huesca, Navarra, Gerona, producen este manjar, pero en menor cuantía. Vive bajo tierra, en simbiosis con las raíces de encinas, robles y avellanos principalmente, aunque también vive asociada a las raíces de algunos pinos (halepensis y silvestris) y estepas o jaras (Cistus albidus), generalmente en tierras calizas. Se reproduce en la primavera, apareciendo entonces como pequeñas pelotas, que luego en el verano y otoño se hinchan y maduran, llegando al tamaño de una pelota de golf. Mide entre 3 y 7 cm -a veces se recogen de 10 cm- y un peso entre 20 y 200 gramos, aunque excepcionalmente pueden superar los 600 g. La trufa despide sustancias alelopáticas que impiden el crecimiento de la hierba a su alrededor, y eso suele ser a veces una clave para poder encontrarlas.
Su aspecto recuerda al de una patata si nace en un suelo 'suelto' y de forma irregular, con unas “verrugas” poco profundas si nace en un suelo pedregoso, pudiendo llegar a tener formas caprichosas. El color de su carne es negro-violáceo, con venas blancas, cuando ha llegado a su completa madurez. Como su nombre indica, la madurez llega en invierno. El famoso gastrósofo francés Grimod de La Reynière mencionaba: “Las trufas están realmente buenas después de la Navidad. Dejemos pues a los maestrillos ignorantes, a los glotones imberbes, a los paladares sin experiencia, la pequeña gloria de comer las primeras”.

## Recolección
Se recolecta en el invierno, utilizándose perros especialmente adiestrados en su olfato (un ejemplo de raza empleada en su recolección Parson Russell Terrier) y el denominado machete trufero. Se han llegado a emplear cerdos (se menciona que son mejores las hembras) en su recolección. Algunos expertos las detectan gracias a la presencia de la 'mosca de la trufa' (Suilla gigantea). Las mejores fechas son enero, aunque el periodo de recolección comienza en diciembre llegando hasta marzo. Los sitios donde se ha cultivado anteriormente viñas suelen ser frecuentes (sobre todo en los lugares donde hay cepas podridas) y también en las zonas donde se haya cultivado olivos, o donde haya encinas. No obstante la recolección de este hongo es un misterio sometido a diversas investigaciones.

## Usos
Es bastante complicado definir el aroma y sabor de la trufa negra, sin haberla probado. Los especialistas aseguran que no hay una trufa igual a esta. Principales factores influyentes son: hábitat, clima y cantidad de lluvia caída durante su desarrollo, y esencialmente el árbol al cual estuvo adherida. El poeta y ensayista francés J. L. Vaudoyer escribió “Hay dos razas de comedores de trufas: una que cree que son buenas porque son caras, y otra que sabe que son caras porque son buenas”. Se pueden emplear en la cocina crudas o cocidas, cortadas en láminas (con un aparato de cortar especial similar a la mandolina), en rodajas o en dados, picados en forma de fumet. Suelen emplearse en la elaboración de salsas (como es en el caso de la salsa Perigord) para acompañar carnes, pasta; en la elaboración de ensaladas, en la elaboración de embutidos y foie gras.
Las trufas se pueden conservar cerca de dos semanas en temperaturas de frigorífico y casi 10 meses congeladas. Se pueden introducir en recipientes pero estos deben permitir respirar a la trufa. Se comercializan hoy en día en pequeños botes de cristal con esencias de trufa, en algunas ocasiones sumergidas en aceites o en brandy.

## Precio
El precio de la trufa Negra oscila dependiendo de la época del año y también dependiendo de la producción actual de ese mismo año. Es decir puede darse el caso de que  por culpa del frío o las lluvias no salgan muchas trufas un año, eso incrementaría mucho el precio de este preciado producto de la tierra.
El precio también puede cambiar dependiendo de la cantidad que compres. En Temporada puedes comprar 1 Kilo de trufa fresca desde 800€ hasta 1600€, compradas en unidades de 25 gramos se suelen vender por 50€ unos 2€ el Gramo.